# Quinquempoix
Quinquempoix ist eine französische Gemeinde mit 317 Einwohnern (Stand: 1. Januar 2022) im Département Oise in der Region Hauts-de-France (vor 2016 Picardie). Sie liegt im Arrondissement Clermont und ist Teil der Communauté de communes du Plateau Picard und des Kantons Saint-Just-en-Chaussée. 

## Geographie
Quinquempoix liegt etwa 38 Kilometer nordöstlich von Beauvais. Umgeben wird Quinquempoix von den Nachbargemeinden Gannes im Norden, Brunvillers-la-Motte im Osten, Plainval im Südosten, Saint-Just-en-Chaussée im Süden, Catillon-Fumechon im Westen und Südwesten sowie Ansauvillers im Nordwesten.

## Einwohner
| 1962                      | 1968 | 1975 | 1982 | 1990 | 1999 | 2006 | 2013 |
| ------------------------- | ---- | ---- | ---- | ---- | ---- | ---- | ---- |
| 210                       | 225  | 202  | 225  | 239  | 259  | 322  | 321  |
| Quelle: Cassini und INSEE |      |      |      |      |      |      |      |

## Sehenswürdigkeiten
- Kirche Notre-Dame-Saint-Samson aus dem Jahre 1592

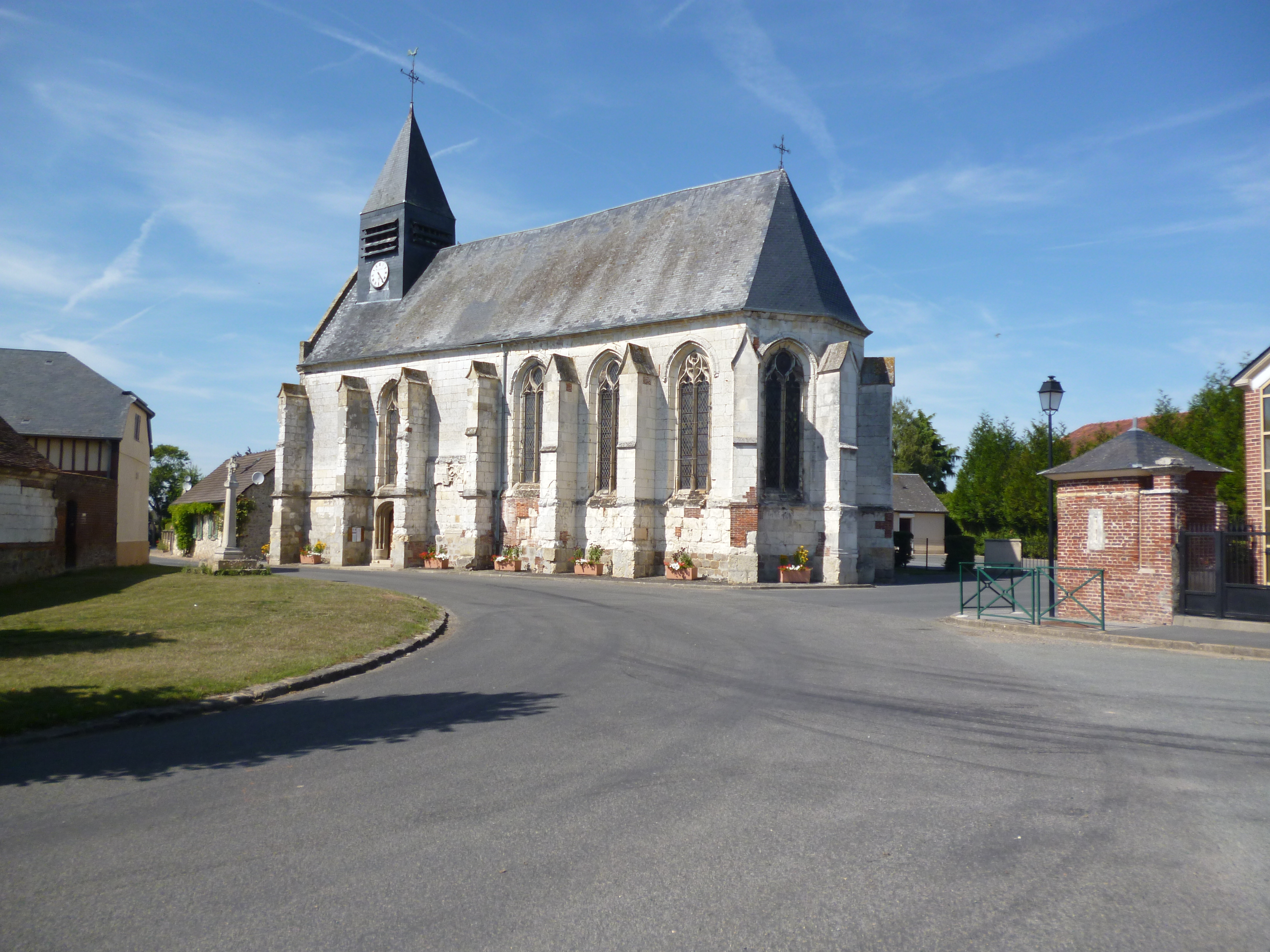
Kirche Notre-Dame-Saint-Samson

- Friedhofskapelle